# Grupo MCS TV
O Grupo MCS TV era uma empresa que produzia canais de Lifestyle , Desporto e de 4K em Portugal. A empresa começou em 2007.
Os canais que foram Transmitidos foram o MCS Extreme, MCS Ultra HD 4K, MCS Lifestyle e MCS Tennis, mas esses canais eram Exclusivos na Cabovisão nessa altura.
O MCS Teenis , MCS Extreme , o MCS Ultra HD 4K e o MCS Lifestyle foram embora da grelha da Cabovisão no dia 1 de abril de 2016 e o canal não veio a mais nenhum operador.E esta disponível os canais também em HD.
Na mesma altura a MEO teve interesse dos canais MCS,  menos do canal MCS Tennis e os outros canais MCS foram para MEO a partir de 2016.
O canal MCS Lifestyle saiu da MEO em maio em 2017 e também o MCS Extreme na mesma altura.
Hoje em dia a empresa não emite mais nada, a não ser um congelamento do MCS Ultra HD 4K que está parado deste 2015.
O MCS Ultra HD 4K vai sair da grelha de canais da Meo em Maio.

## Canais extintos
- MCS Lifestyle: Canal dedicado à Culinária e Lifestyle.
- MCS Extrême: o canal 100% de desporto extremo dedicado às temáticas insólitas e espectaculares (cliff diving, surf,[1] snowboard, FMX, air race.[2])
- MCS Tennis: Canal de Tênis[3]